# Gebäude des Syndikats der polnischen Eisenhütten

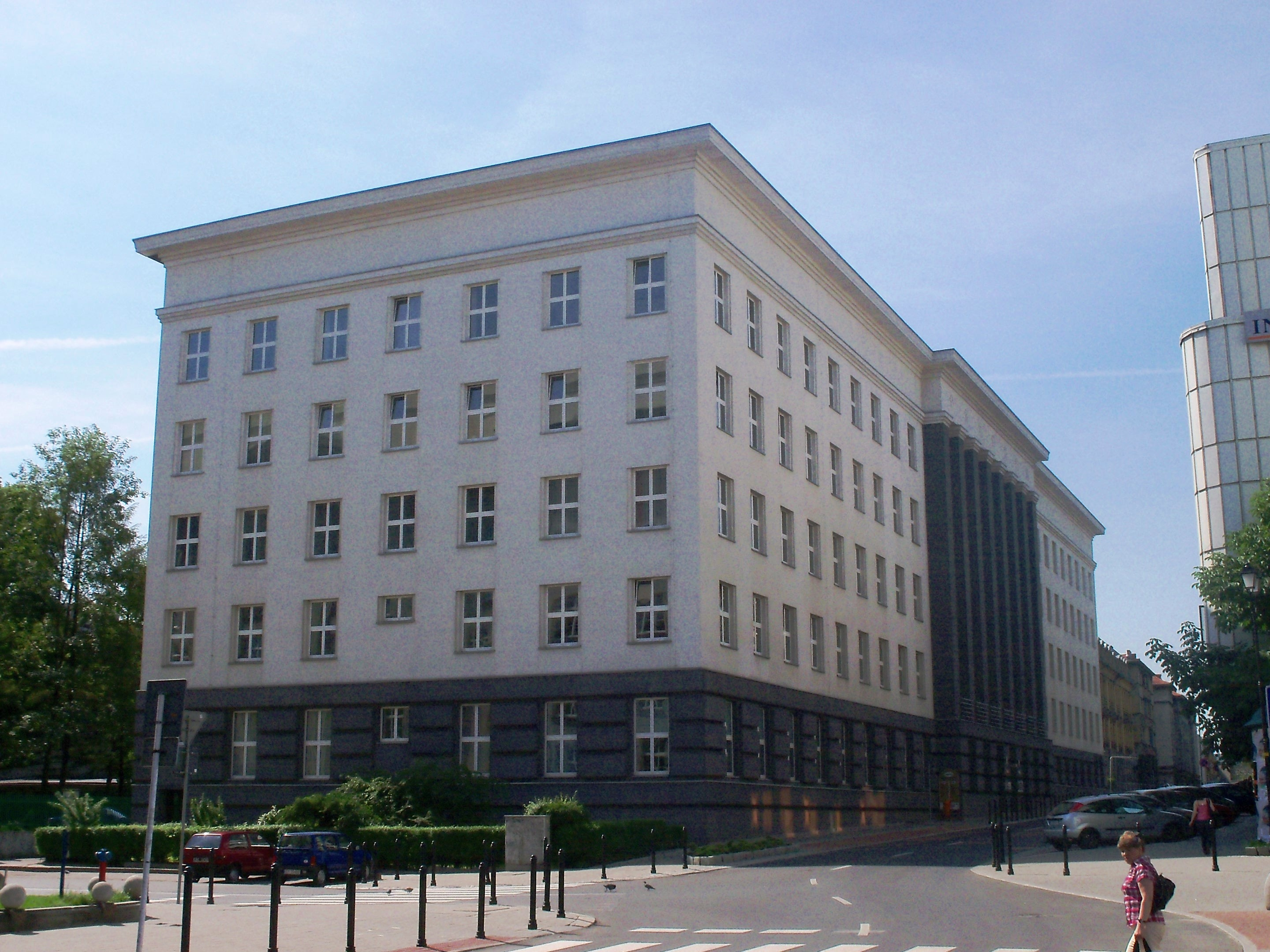
Ansicht von Nordwesten, 2011

Das Gebäude des Syndikats der polnischen Eisenhütten (polnisch Gmach Syndykatu Polskich Hut Żelaznych) ist ein Bürogebäude in Katowice (deutsch Kattowitz, Woiwodschaft Schlesien) in Polen. Es wurde von 1928 bis 1930 im Stil der Moderne für das ehemalige Syndikat errichtet und steht seit 2011 unter Denkmalschutz.
Das fünfgeschossige Bauwerk steht freistehend im Süden des Stadtbezirks Śródmieście (Innenstadt) an der Ulica Józefa Lompy 14, südlich des Gebäudes des Schlesischen Parlaments. Planende Architekten waren Tadeusz Michejda und Lucjan Sikorski. Die strenge Blockform des weißen Putzbaus wird an der Westfassade durch einen Portikus mit acht dunklen Säulen gegliedert. Das Gebäude beherbergt den „Verband der polnischen Stahlindustrie“ und verschiedene Abteilungen der Katowicer Gerichte. Es wurde am 21. November 2011 unter der Nummer A/355/11 in das nationale Verzeichnis der Baudenkmäler der Woiwodschaft Schlesien aufgenommen.